# Carlos Restrepo Piedrahíta
Carlos Restrepo Piedrahita (Manizales, 4 de abril de 1916-Bogotá, 17 de mayo de 2017) fue un abogado, jurista y constitucionalista colombiano. Profesor de la Universidad Externado de Colombia.

## Biografía
Carlos Restrepo nació en Manizales donde realizó sus estudios de bachillerato en el Instituto Universitario, en el colegio Sucre de Ipiales y en el Instituto Nacional Mejía de Quito donde, finalmente, en 1935 obtuvo su grado de bachiller en Filosofía y Letras. En 1948, mientras se desempeñaba como consejero económico de Colombia en Moscú, obtuvo su licenciatura en Derecho y Ciencias Políticas de la Universidad Externado de Colombia, siendo uno de los estudiantes más reconocidos por sus altas calificaciones.
En 1951 inició su carrera de catedrático en la Universidad Nacional de Colombia como profesor de Economía Política de la Facultad de Derecho. Allí duró dos años y se retiró. Uno de los episodios más complicados en la vida del jurista fue cuando, en plena dictadura del general Gustavo Rojas Pinilla, tuvo que salir exiliado hacía Ecuador porque sus pensamientos iban en contravía del Gobierno de ese entonces. Su primer libro, publicado en 1955, se llamó Tres variaciones alrededor del derecho, con un prólogo del célebre escritor y diplomático Benjamín Carrión.
Entre 1955 y 1958 se desempeñó como gerente del Diario del Ecuador en Quito. Perteneció dos veces a la misión diplomática en Alemania, primero como ministro y luego como embajador. “El Embajador de Alemania, se obstento encargado de Negocios de Colombia en Alemania, la condecoración de Orden de Mérito de la República Federal Alemana”. Restrepo Piedrahíta regresó al país buscando su alma mater, la que siempre consideró su casa. Fue profesor de Derecho Constitucional Colombiano, Introducción al Conocimiento del Estado Moderno y de Ciencia Política de la Universidad Externado. En 1965, en el Gobierno de Carlos Lleras Restrepo, diseñó lo que sería la reforma constitucional de 1968, siendo reconocido en amplios sectores de la sociedad por sus méritos y conocimiento del tema. En 1970, fue embajador ante la Asamblea General de las Naciones Unidas, en 1972, fue nombrado director del Departamento de Derecho Público de la Universidad Externado de Colombia.
Entre sus cargos más importantes se encuentran consejero de estado de Colombia, miembro en comisiones para la preparación de proyectos de reforma a la Constitución Política del país, embajador y plenipotenciario ante del gobierno de Italia, magistrado del Consejo Nacional Electoral, miembro de la Corte Penal Internacional de La Haya, entre otros reconocidos cargos y funciones. En 1993 fundó el Instituto de Estudios Constitucionales, que hoy lleva su nombre. Falleció en su residencia en Bogotá el 17 de mayo de 2017 tras de sufrir un infarto.